# Johann Avenarius
Johann Avenarius   (Steinbach-Hallenberg i Steinbach, 6 de novembre de 1670 - Gera, 11 de juny de 1739) fou un compositor de música alemany. Se li deuen inspirades composicions religioses i diverses romances i cançons. Va estudiar teologia a Jena, va ser predicador a Berka a la Werra el 1692, diaca a Schmalkalden el 1702 i va morir el 1736 com a diaca a Gera.
El seu nebot, també anomenat Johann Avenarius, nascut a Steinbach el 1687, era organista i compositor i es diu que va ser professor de Johann Sebastian Bach.